# 一色美穂
一色 美穂（いっしき みほ、1982年6月13日 - ）は、日本の漫画家。女性、A型。長野県出身、東京都在住。

## 経歴
高校卒業後、ショップ店員となるが、売り上げ成績が伸び悩み、事務員に転向。絵画教室に通っていたことがきっかけで、社長の勧めで受験した多摩美術大学に入学、卒業した。2013年2月15日、漫画 on Web主催の「第4回ネーム大賞」で大賞を受賞した。
2015年2月、2012年の「第3回ネーム大賞」で準入選となった作品『逡巡』（しゅんじゅん）がネット上で話題となる。
小学館の『週刊少年サンデー』で『さえずり高校OK部!』を連載。また、同社の少年サンデーS（増刊号）等で作品を連載。2023年、『週刊少年サンデー』にて連載開始の『みずぽろ』の原作を担当。

## 人物
既婚。娘が1人いる。

## 作品リスト

### 書籍
- 猫はまたたび（GANMA!2013年12月 - 2016年8月連載、角川書店）猫はまたたび（GANMA!）
  - 1巻（2015年4月30日発売、ISBN 978-4-0473-0423-9）
  - 2巻（2015年11月18日発売、ISBN 4047308358）
- さえずり高校OK部!（週刊少年サンデー2015年8号 - 47号連載、小学館）
  - 1巻（2015年10月16日発売、ISBN 4091264395）
  - 2巻（2015年11月18日発売、ISBN 4091266061）
- ギャルが落語家に恋したら（芳文社、2017年2月7日発売、ISBN 978-4-8322-5562-3）
「まんがタイムジャンボ」2016年2月号 - 2017年3月号にて連載された「寄席ばいいのに」のタイトルを変更した作品[9]。
- まんがでわかる自律神経の整え方 「ゆっくり・にっこり・楽に」生きる方法（著：小林弘幸、マトグロッソ連載、イースト・プレス、2017年6月14日発売、ISBN 4781615449）[10]
- 自律神経を整える「1日30秒」トレーニング 人生が楽になるセル・エクササイズ（著：小林弘幸、イースト・プレス、2018年1月17日発売、ISBN 4781616372） - 表紙イラストと挿絵担当[11]
- 漫画家と税金〜確定申告やってみた〜基本編（小学館、2019年2月12日発売、ISBN 978-4-0912-8815-8）
- みずぽろ（作画：水口尚樹、週刊少年サンデー2023年50号 - 連載中、小学館） - 原作担当

### マギ関連
一色は大高忍の元アシスタントである。
- マギ通信@WEB（『マギ』公式サイト、2012年9月18日 - 2013年3月29日）[12]
- マギ通信（ちゃお2012年11月号 - 2013年4月号）[13]
- マギ特別板情報!!!（週刊少年サンデー2013年2・3号）[14]
- 月イチ!マギ部（少年サンデーS）[15]

### その他
- 漫画家志望必見!!先輩漫画家が極意を伝授!! 進め!漫画道!!（週刊少年サンデー2015年2・3号 - 2016年41号連載）[16]
- 月刊 超本当にあった（生）ここだけの話（芳文社） 読者の投稿ネタの4コマ漫画連載[17]
- 超本当にあったぶっとび結婚SP（芳文社、2017年6月12日発売、ISBN 4832256009）2ページ参加[18]